# Carl Christian Anton Christensen
Pour les articles homonymes, voir Carl Christensen et Christensen.
Carl Christian Anton Christensen, dit C. C. A. Christensen, est un peintre danois naturalisé américain, né le 28 novembre 1831 à Copenhague et mort le 3 juillet 1912.
Connu pour ses tableaux illustrant l’histoire de l’Église de Jésus-Christ des saints des derniers jours, on a dit de lui qu'il a « plus que toute autre personne, capté les images de l'histoire de la migration et de la vie des mormons vers l'Utah ».

## Jeunesse
C .C. A Christensen naît à Copenhague au Danemark et étudie à la Royal Academy of Art.  Le 26 janvier 1850, il rejoint l’Église de Jésus-Christ des saints des derniers jours,  baptisé par George P. Dykes.  Par la suite, Christensen a sert comme missionnaire dans son pays natal puis en Norvège où il est le premier missionnaire mormon à se rendre à Christiana (aujourd’hui Oslo). À Christiana, Carl Christensen enseigne l’Évangile à Danquart Anthon Weggeland, un autre artiste ayant peint les débuts de l’Utah.
À la fin de son service en Norvège, Christensen part pour l'Utah, en passant d'abord en l’Angleterre en 1857 où il épouse Elsie Scheel Haarby rencontrée en Norvège, leurs dirigeants estimant que le voyage serait plus facile si les fiancés étaient mariés. Ils voyagent sur le Westmoreland. Après avoir atteint New York, ils prennent le chemin de fer pour l’Iowa, terminus de la ligne et de là voyagent avec les pionniers mormons de la « Compagnie de charrette à bras Christiansen ».

## Œuvre

### Peinture

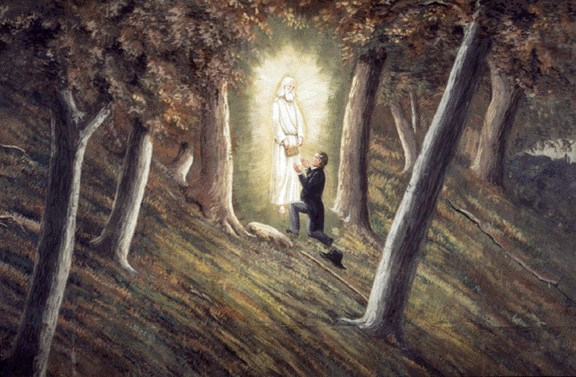
La colline de Cumorah par Carl Christensen : Joseph Smith recevant les plaques d'or des mains de Moroni

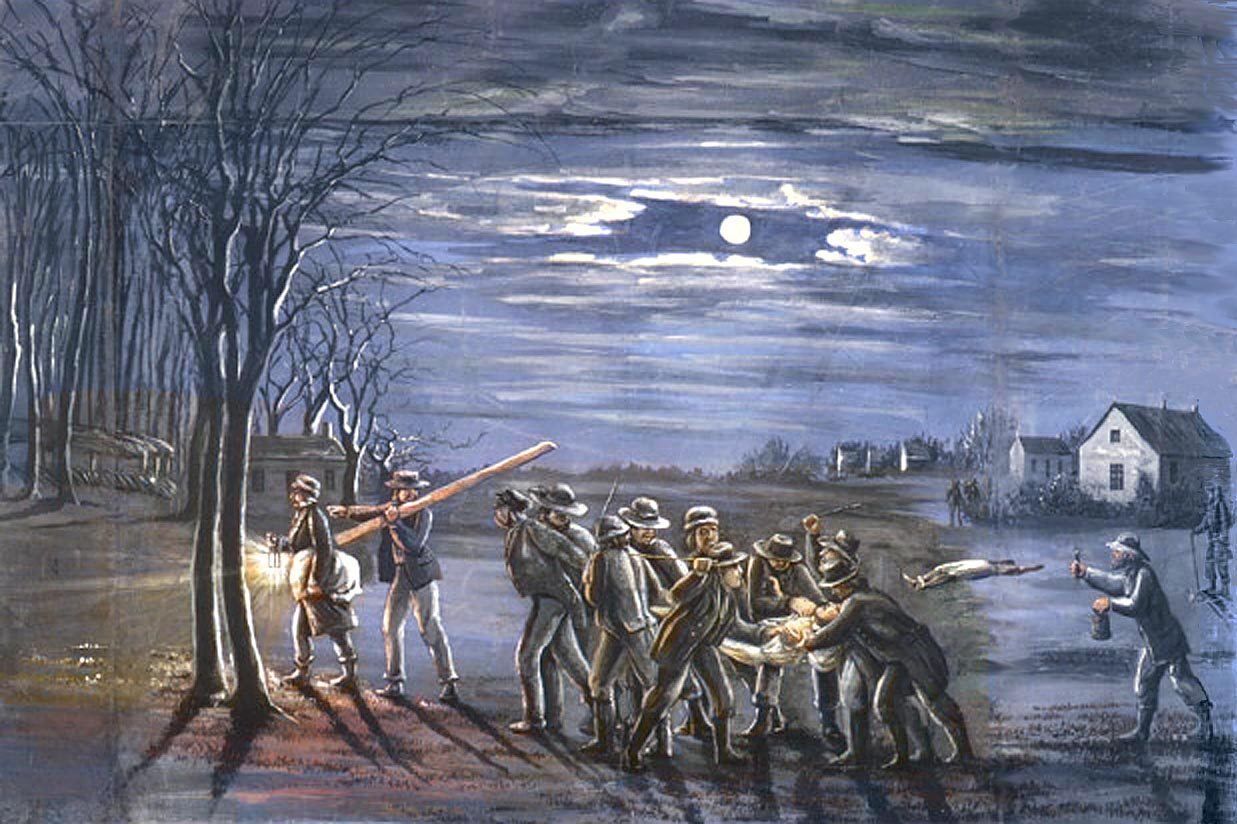
Le supplice du goudron et des plumes de Joseph Smith par Carl Christensen.

En 1862, Christensen peint une scène de théâtre à Springville, Utah. La première œuvre d'art majeure entreprise par Christensen est une commande de Dimick B. Huntington sur le thème de la Bible et du Livre de Mormon réalisée en collaboration avec Dan Weggeland.
Christensen est surtout connu pour ses Panoramas mormons, une série de 23 grands tableaux de 53 mètres de long qui dépeignent l'histoire de l’Église. Christensen a également peint des scènes du Livre de Mormon, tels que Néphi et Zoram de retour avec les Annales, ou sous forme de lithographie utilisées dans un premier temps dans les classes de l’École du dimanche.
Christensen a commencé à voyager avec ses panoramas en 1878 en Utah, Idaho et au Wyoming, durant l'hiver lorsqu’il n'était pas occupé par les travaux de sa ferme. Après la mort de Christensen, les tableaux ont été mis à l'abri. pour être redécouverts et remis en lumière des années plus tard, en partie grâce à Boyd K. Packer, membre du Collège des Douze Apôtres, et exposés entre autres au Whitney Museum of American Art à New York.
En 1976, lors d’un discours donné à l’université Brigham Young, Boyd K. Packer, raconte la redécouverte des travaux de Christensen : 

« Il y a quelques années, j'étais président d'un comité du séminaire chargés de produire un film sur l'histoire de l'Église. L'un des membres du groupe, Trevor Christensen, se souvint que dans le  comté de Santepe, Utah, il y avait un grand rouleau de toile peinte réalisé par l'un de ses ancêtres, C. C. A. Christensen, qui avait voyagé dans les colonies en donnant des conférences sur l'histoire de l'Église, chaque tableau étant déroulé et exposé à la lumière de lampes. Le rouleau de peinture avait été préservé depuis. Nous avons envoyé un camion et je ne vais jamais oublier le jour où nous l’avons déroulé. 
Frère Christensen n'est pas grand maître dans son art, mais il fait partie de notre patrimoine. Certains ont dit qu'il n'était pas un grand artiste, mais ce qui manquait à sa technique a été plus que compensée par les sentiments. Son travail a été exposé et publié plus largement et a reçu plus d'attention que de milliers d’autres qui ont négligé ce point. »

Christensen peint aussi quelques fresques murales au temple de Manti et au temple de Saint George,. Christensen exécuta également des tableaux pour le Tabernacle de Manti. Un autre thème des tableaux de Christensen fut Manti et ses alentours,. Christensen collabora souvent avec Dan Weggeland dans ses œuvres en Utah.
Le tableau Les Pionniers en charrette à bras (1900) est devenu l’œuvre la plus reproduite d'un pionnier mormon sur sa propre expérience

### Autres activités
Dans les premiers temps en Utah, Christensen eut peu de temps à consacrer à la peinture. Il eut divers emplois tels comme la pose de briques et la combustion du charbon de bois et l'agriculture.
Christensen traduisit les paroles de plusieurs hymnes des saints des derniers jours en danois. Certains de ses textes traduits sont encore utilisés aujourd’hui. Christensen a également écrit des poèmes et a contribué à la revue Bikuben, devenant plus tard éditeur de cette publication. Il a également été coauteur de l'Histoire de la Mission scandinave.